# Nhạc indie Hàn Quốc
Nhạc indie Hàn Quốc (tiếng Anh: Korean indie) ý chỉ dòng nhạc indie tại Hàn Quốc, phát triển từ thập niên 1990 tại Hongdae, một khu vực phía tây bắc thủ đô Seoul. Dòng nhạc này được công nhận rộng rãi là bản đối chiếu của K-pop; trong khi K-pop đặc trưng với hình ảnh thương mại hóa nhắm đến một đối tượng khán giả riêng biệt thì nhạc indie của Hàn lại nhấn mạnh những thông điệp xác thực của người nghệ sĩ.

## Tổng quan

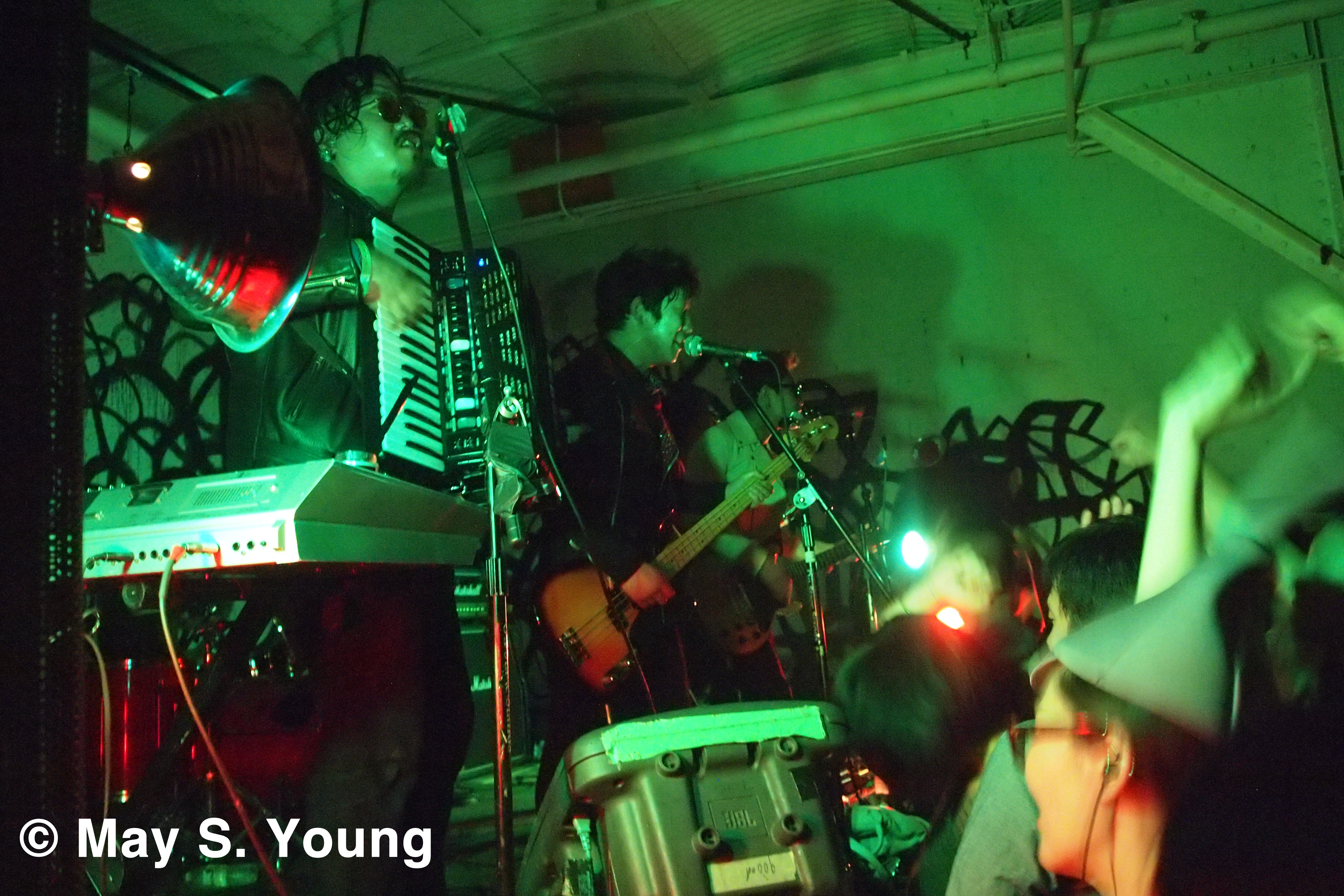
Ban nhạc indie nổi tiếng mang tên Crying Nut

## Danh sách nhóm nhạc indie Hàn Quốc
- 10cm
- Bolbbalgan4
- Busker Busker
- Bye Bye Sea
- Cheeze
- Cherry Filter
- Coffee Boy
- Crying Nut
- Danpyunsun and the Sailors
- Diealright
- Eastern Sidekick
- From the Airport
- Galaxy Express
- The Geeks
- Glen Check
- Guckkasten
- Hyukoh
- Jaurim
- Jannabi
- Kiha & The Faces
- Kingston Rudieska
- The Koxx
- Love X Stereo
- Loveholics

- Nell
- Nemesis
- No Brain
- Rooftop Moonlight
- Onnine Ibalgwan
- Pia
- Raspberry Field
- The RockTigers
- Rubber Duckie
- Rumble Fish
- RUX
- Shinchireem
- ...Whatever That Means
- Skasucks
- SURL
- Swingz
- Vanilla Unity
- Vrose
- Walking After U